# Kolet
Kolet (persiska: كلت) är en ort i Iran.   Den ligger i provinsen Mazandaran, i den norra delen av landet, 210 km nordost om huvudstaden Teheran. Kolet ligger 13 meter över havet och antalet invånare är 961.
Terrängen runt Kolet är platt åt nordväst, men åt sydost är den kuperad. Runt Kolet är det ganska tätbefolkat, med 72 invånare per kvadratkilometer. Närmaste större samhälle är Behshahr, 15,2 km öster om Kolet. Trakten runt Kolet består till största delen av jordbruksmark.